# 허마이어니 깅골드
허마이어니 깅골드(영어: Hermione Gingold, 1897년 12월 9일 ~ 1987년 5월 24일)는 잉글랜드의 배우이다.

## 참여 작품

### 영화
- 80일간의 세계 일주 (1956년 영화)
- 지지 (1958년 영화)
- 뮤직 맨 (1962년 영화)

### 텔레비전
- 더 투나잇 쇼